# ویلیام فوستر (شناگر)
ویلیام فوستر (انگلیسی: William Foster; ۱۰ ژوئیهٔ ۱۸۹۰ – ۱۷ دسامبر ۱۹۶۳) شناگر اهل بریتانیا بود.
وی در مسابقات کشوری و بین‌المللی در مجموع برندهٔ ۱ مدال طلا، ۱ مدال برنز شده‌است.